# 心の翼 (高橋洋子の曲)
「心の翼」（こころのつばさ、英: Wings of the Heart）は、高橋洋子の16枚目のシングル。2002年12月4日にブロッコリーから発売された。

## 概要
- ブロッコリーから発売された唯一のシングル。この作品から高橋のシングルが8cmCDから12cmCDに移行された。
- 「心の翼」は日本テレビ系トーク番組『素顔が一番!』イメージソングである[1]。
- 「迷宮のリグレット」はマルチ対戦型カードゲーム『アクエリアンエイジ SagaII』のテーマソングである[2]。テレビコマーシャルにも使用された。
- 2002年10月27日に横浜アリーナで行われた『Broccoli The Live 〜デ・ジ・キャラット&エンジェル隊コンサート in 横浜アリーナ』に高橋洋子がスペシャルゲストとして出演し、「心の翼」と「迷宮のリグレット」の2曲を歌った[3]。

## 収録曲
（全作曲：坂本裕介）
1. 心の翼 [4:35]
作詞：高橋洋子、編曲：坂本裕介
  - 日本テレビ系『素顔が一番!』イメージソング
2. 迷宮のリグレット [4:03]
作詞：森ユキ、編曲：坂本裕介
  - カードゲーム『アクエリアンエイジ SagaII』テーマソング
3. 迷宮のリグレット <Spanish Remix> [5:54]
作詞：森ユキ、編曲：Demon Three
4. 心の翼 (instrumental) [4:34]

## 参加ミュージシャン
| 心の翼                           | 心の翼          |
| -------------------------------- | --------------- |
| Acoustic Guitar                  | 吉川忠英        |
| Strings Arrangement              | 新田高史        |
| Programming                      | 新田高史        |
| All other instruments            | 坂本裕介        |
| 迷宮のリグレット                 |                 |
| Electric Guitar                  | Hirokazu Tanba  |
| Background Vocals                | 高橋洋子、Salia |
| All other instruments            | 坂本裕介        |
| 迷宮のリグレット <Spanish Remix> |                 |
| Acoustic Guitar                  | Naoki Tanabe    |

## 収録アルバム
| 曲名             | 収録アルバム                                | 発売日        | 規格品番  | トラック番号 |
| ---------------- | ------------------------------------------- | ------------- | --------- | ------------ |
| 心の翼           | 『L'ange de métamorphose』                  | 2003年5月23日 | BRCF-3003 | #6           |
| 迷宮のリグレット | 『アクエリアンエイジ Sagall -Image Album-』 | 2002年9月20日 | BRCA-1002 | #1           |
| 迷宮のリグレット | 『アクエリアンエイジ MUSIC BEST』           | 2009年6月26日 | BRCF-3110 | #4           |

## スタッフクレジット
| Executive Producer                     | 木谷高明（ブロッコリー） |
| Produced, arranged, recorded and mixed | 坂本裕介                 |
| A&R Director                           | 真壁照幸（ブロッコリー） |
| Art Director                           | 塚本佳哉樹               |
| Photographer                           | 花坊                     |
| Stylist                                | 市井まゆ                 |
| Hair & Make up                         | 茂山友紀子               |